# Otto Vilhelm Klinckowström
Otto Vilhelm Klinckowström, född 27 november 1683 i Wismar, död 16 juni 1731 vid Pyritz hälsobrunn, var en svensk ämbetsman. Han var bror till Karl Bernhard Klinckowström.
Klinckoström blev kommissionssekreterare vid Polska hovet 1708, sändes 1709 till Karl XII i Bender och användes av denne vid hans förhandlingar med tatarkhanen. 1726 gjorde sig Klinckowström bemärkt genom en broschyr till förmån för Sveriges anslutning till hannoverska alliansen och sändes samma år som extraordinarie envoyé till Preussen.